# Lithothamnion norvegicum
Lithothamnion norvegicum (J.E. Areschoug) Kjellman, 1883  é o nome botânico  de uma espécie de algas vermelhas  pluricelulares do gênero Lithothamnion, subfamília Melobesioideae.
- São algas marinhas encontradas na Irlanda e Escandinávia.

## Sinonímia
- Lithothamnion calcareum f. norvegicum  Areschoug, 1875
- Lithothamnion norvegicum f. globulatum  Foslie, 1891
- Lithothamnion corallioides f. norvegica  (Areschoug) Foslie, 1895
- Lithothamnion apiculatum f. patulum  Foslie, 1895
- Lithothamnion uncinatum  Foslie, 1895
- Lithothamnion calcareum f. uncinatum  (Foslie) Foslie, 1897
- Lithothamnion norvegicum f. pusillum  Foslie, 1900
- Lithothamnion norvegicum f. saxatile  Foslie, 1905
- Lithothamnion norvegicum f. uncinatum  (Foslie) Foslie, 1905